# María Teresa Sánchez
María Teresa Sánchez (15 tháng 10 năm 1918 - 21 tháng 8 năm 1994) là nhà thơ mang quốc tịch Nicaragua, nhà văn truyện ngắn và nhà xuất bản, người đã làm nhiều để quảng bá văn hóa Nicaragua ở Trung Mỹ.

## Tiểu sử
Sinh ra tại Managua vào ngày 15 tháng 10 năm 1918, Sánchez tự học như một nhà văn. Theo nhà thơ nổi tiếng Ernesto Cardenal, bà là "những người phụ nữ đầu tiên của các chữ cái của Nicaragua và có tầm quan trọng lớn như là một người khởi xướng văn hóa Nicaragua". Năm 1940, bà thành lập hội văn học Círculo de Letras và mở nhà xuất bản Nuevos Horizontes, đóng vai trò quan trọng trong việc thu thập và phục hồi các tác phẩm văn học quan trọng nhất của Nicaragua. Cardenal cũng nói với chúng tôi rằng "Trong một thời gian dài, hiệu quả cho văn học Nicaragua (những năm 1940 và 1950), nhà của bà ấy là nơi gặp gỡ của các nhà văn và nghệ sĩ, và địa điểm tổ chức hội nghị và triển lãm".
 Bình luận về bộ sưu tập thơ thứ hai của bà (Oasis, 1943), nhà phê bình Guatemala Ramiro Córdoba viết: "Bên trong trang của bà ấy, chúng tôi hít thở mùi hương của vùng nông thôn rừng nhưng không thấy đám đông ở trên, lái người bản xứ của chúng tôi khiêu vũ điên cuồng. " Trong nhiều năm, bà đã đi qua các nước Trung Mỹ thúc đẩy văn hóa Nicaragua. Một trong những hội nghị của bà được dành cho tác phẩm của nhà văn Nicaragua Joaquín Pasos (1914–1947), trong một cuộc hội thảo khác, bà đã giới thiệu nhà thơ Tây Ban Nha chống phát xít León Felipe (1884–1968).
Sánchez đã tham gia vào các yêu cầu về quyền bầu cử nữ ở đất nước của mình vào những năm 1950 mặc dù bà bị cáo buộc bởi Joaquina Vega vì không được cam kết như một số người. Một trong những lý lẽ chỉ là liệu Tổng thống Emilio Chamorro có đọc được yêu cầu của họ hay một người khác không. Lập luận này cũng liên quan đến bảo thủ Margarita Cole Zavala nhưng bài trình bày trước Quốc hội là không quan trọng cuối cùng vì phải mất vài năm nữa mới có được nhu cầu của họ.
Câu thơ đơn giản của bà gợi lên chủ đề chung cho đồng bào của bà: đau đớn, buồn bã, hoang vắng, cô đơn, linh cảm của cái chết và đau khổ, tất cả đều có thể nói gọn trong một từ: chia rẽ.

## Giải thưởng
Năm 1945, Sánchez được trao giải Rubén Darío cho thơ của mình. Vào những năm 1980, bà nhận được Huân chương Độc lập Văn hóa Rubén Darío.

## Hoạt động
- Sombras, Managua, 1939
- Oasis, Managua, 1943
- Canción de los caminos, Managua, 1949
- El hombre feliz y otros cuentos, Managua, 1957
- Canto amargo, Managua, 1958
- Poemas de la tarde, Managua, 1963
- Poemas agradeciendo a Dios, Managua, 1964
- El poeta pregunta por Stella, Managua, 1967